# Gilbert Creek
Gilbert Creek is een plaats (census-designated place) in de Amerikaanse staat West Virginia, en valt bestuurlijk gezien onder Mingo County.

## Demografie
Bij de volkstelling in 2000 werd het aantal inwoners vastgesteld op 1582.

## Geografie
Volgens het United States Census Bureau beslaat de plaats een oppervlakte van
66,2 km², waarvan 65,8 km² land en 0,4 km² water.

## Plaatsen in de nabije omgeving
De onderstaande figuur toont nabijgelegen plaatsen in een straal van 24 km rond Gilbert Creek.